# Cantó de Le Chesne
El cantó de Le Chesne és un cantó francès del departament de les Ardenes, situat al districte de Vouziers. Té 17 municipis i el cap és Le Chesne.

## Municipis
- Les Alleux
- Les Grandes-Armoises
- Les Petites-Armoises
- Authe
- Autruche
- Belleville-et-Châtillon-sur-Bar
- Boult-aux-Bois
- Brieulles-sur-Bar
- Le Chesne
- Germont
- Louvergny
- Montgon
- Noirval
- Sauville
- Sy
- Tannay
- Verrières

## Història
| Data d'elecció                           | Identitat         | Partit                     | Qualitat |
| ---------------------------------------- | ----------------- | -------------------------- | -------- |
| 1945-19..                                | M. Leroy          | Divers droite              |          |
| 19..-1964                                | M. Henriet        | radical                    |          |
| 1964-1970                                | André Gilles      | RI                         |          |
| 1970-1982                                | Pierre Reblé      | Divers droite              |          |
| 1982-1988                                | Jacques Touzelet  | app. RPR                   |          |
| 1988-2001                                | Roland Constantin | RPR, després Divers droite |          |
| 2001-                                    | Jacques Morlacchi | Divers gauche              |          |
| les dades anteriors no són pas conegudes |                   |                            |          |
|                                          |                   |                            |          |

## Demografia
| A partir de 1990: Població sense dobles comptes |